# Tityus arellanoparrai
Espèce
Tityus arellanoparrai est une espèce de scorpions de la famille des Buthidae.

## Distribution
Cette espèce est endémique de l'État de Monagas au Venezuela. Elle se rencontre vers Caripe.

## Étymologie
Cette espèce est nommée en l'honneur de Manuel Antonio Arellano Parra.

## Publication originale
- González-Sponga, 1985 : « Tres nuevas especies de aracnidos de Venezuela (Scorpionida: Chactidae: Buthidae). » Memoria de la Sociedad de Ciencias Naturales La Salle, vol. 45, no 123, p. 25-45.